# Jan Hubischta

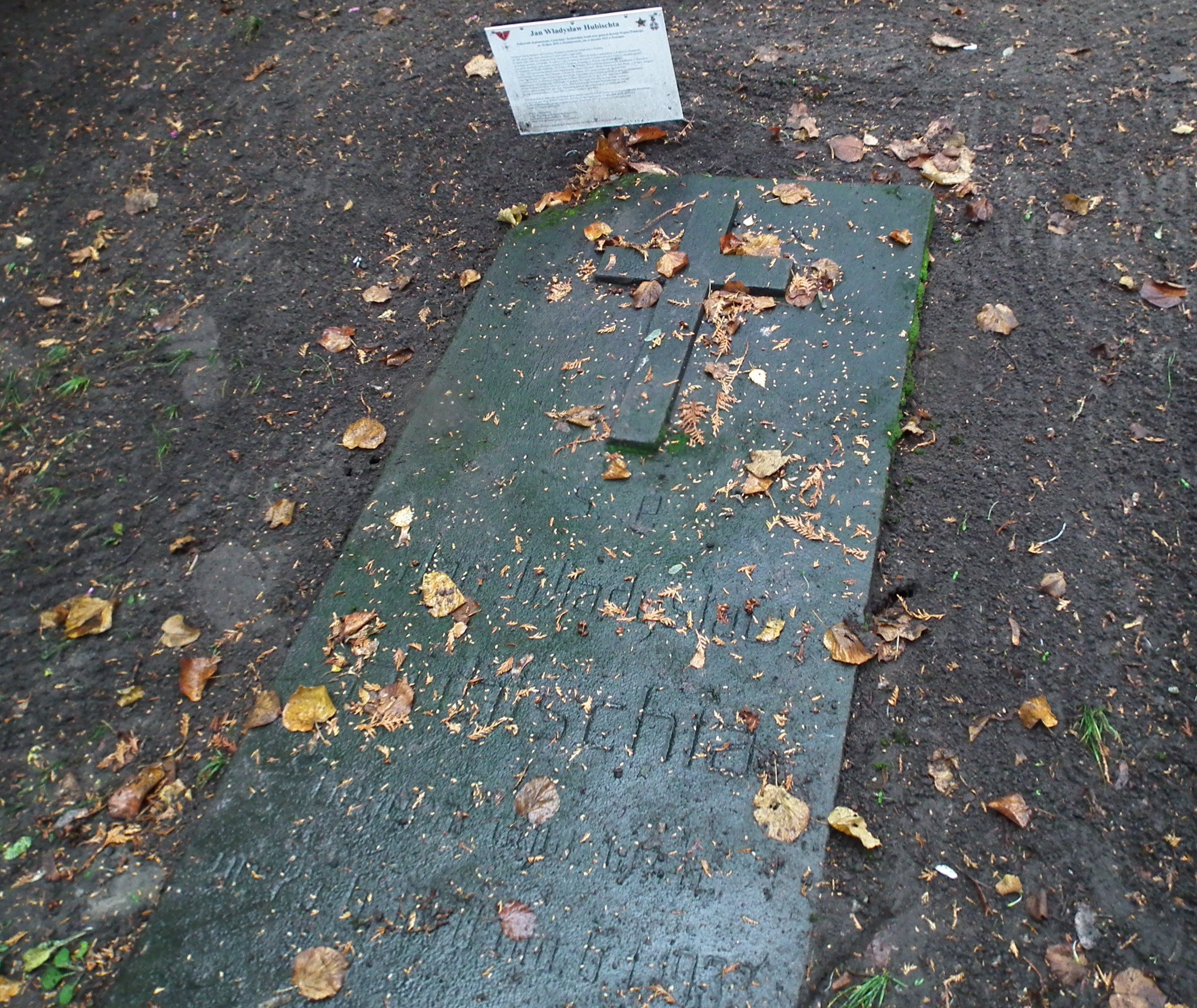
Grób na Cytadeli w Poznaniu

Jan Władysław Hubischta (ur. 26 czerwca 1870 w Stanisławowie, zm. 6 stycznia 1933 w Poznaniu) – generał dywizji Wojska Polskiego.

## Życiorys
Ukończył Szkołę Kadetów we Lwowie i Wojskową Akademię Techniczną w Wiedniu. Na stopień podporucznika został mianowany ze starszeństwem z 1 września 1890 w korpusie oficerów artylerii. W tym samym roku został wcielony do 1. dywizjonu w Krakowie. Przeszedł kolejne szczeble dowódcze w jednostkach artylerii. W latach 1904–1905 był członkiem Misji Wojskowej w Rosji. Odbywał służbę w jednostkach w Krakowie i Przemyślu, utrzymując kontakty z Polakami. W czasie I wojny światowej dowodził 25 pułkiem artylerii polowej i brygadą artylerii oraz pełnił obowiązki szefa sztabu artylerii XXV Korpusu, awansując w 1915 do stopnia pułkownika.
Po wstąpieniu do Wojska Polskiego, od 25 lipca 1919 do kwietnia 1920 był komendantem Kursu Intendentury w Warszawie. 15 maja 1920 został pomocnikiem szefa Departamentu I Broni Głównych i Wojsk Taborowych MSWojsk., a 30 lipca – zastępcą szefa Polskiej Wojskowej Misji Zakupów w Paryżu.
22 sierpnia 1921 został wyznaczony na stanowisko szefa Departamentu X Spraw Poborowych MSWojsk. Zweryfikowany w stopniu generała brygady ze starszeństwem z dniem 1 czerwca 1919. Po likwidacji Departamentu X Spraw Poborowych, 31 lipca 1923 objął kierownictwo Departamentu VII Intendentury MSWojsk. 10 grudnia 1923 został powołany na stanowisko dowódcy Okręgu Korpusu Nr VIII w Toruniu.
31 marca 1924 Prezydent RP Stanisław Wojciechowski na wniosek ministra spraw wojskowych, gen. dyw. Władysława Sikorskiego, awansował go na stopień generała dywizji ze starszeństwem z dniem 1 lipca 1923 i 1. lokatą w korpusie generałów.
W maju 1926 roku, podczas zamachu stanu, opowiedział się po stronie rządowej. Polecił aresztować zwolenników Józefa Piłsudskiego, w tym między innymi generała brygady Wiktora Thommée, dowódcę 15 Dywizji Piechoty, pułkownika SG Stanisława Dowoyno-Sołłohuba, dowódcę piechoty dywizyjnej 4 Dywizji Piechoty i majora SG Stanisława Krzysika z Inspektoratu Armii Nr III w Toruniu. 17 lipca 1926 został zwolniony ze stanowiska dowódcy Okręgu Korpusu, a 30 kwietnia 1927 przeniesiony w stan spoczynku. Na emeryturze osiadł w Poznaniu, gdzie zmarł.

## Ordery i odznaczenia
- Krzyż Komandorski Orderu Odrodzenia Polski (27 grudnia 1924)[10]
- Krzyż Komandorski Orderu św. Sawy (Serbia)
- Krzyż I Klasy Orderu Leopolda z mieczami (Austro-Węgry)[11]
- Order Korony Żelaznej II klasy z mieczami (Austro-Węgry)[11]
- Order Korony Żelaznej III klasy z mieczami (Austro-Węgry)[11]
- Krzyż Zasługi Wojskowej z mieczami (Austro-Węgry)[11]
- Srebrny Medal Zasługi Wojskowej z mieczami (Austro-Węgry)[11]
- Brązowy Medal Zasługi Wojskowej z mieczami (Austro-Węgry)[11]
- Krzyż Żelazny I i II klasy (Prusy)[11]
- Medal Wojenny (Turcja)[11]

## Awanse
- Pułkownik – 1918
- Generał podporucznik – 1919